# ريفري فيرته (نيو برونزويك)
ريفري فيرته (بالإنجليزية: Rivière-Verte, New Brunswick)‏ هي قرية تقع في كندا في Madawaska County. يقدر عدد سكانها بـ 744 نسمة ومساحتها 7.00 كم2 .